# Polystichum turrialbae
Polystichum turrialbae là một loài thực vật có mạch trong họ Dryopteridaceae. Loài này được Christ miêu tả khoa học đầu tiên năm 1906.